# 季羡林
季羡林（1911年8月6日—2009年7月11日），字希逋，又字齐奘，男，山东清平人，中国语言学家、文学翻译家，梵語、巴利語、吐火羅語的专家。北京大學、北平輔仁大學教授。 他與饒宗頤齊名，学界称为“南饶北季”。
1934年畢業於清華大學西洋文学系，研习莎士比亚、歌德、塞万提斯等西洋文學名家。翌年赴德國哥廷根大學學習梵語、巴利語、吐火羅語，結識留學生章用、田德望等，遭逢第二次世界大戰，獲哲學博士學位。1946年回國，在北京大學東方語言系任教授。
1956年加入中国共产党，參與反右運動，批判右派分子。文化大革命初期，曾参加周培源主導的造反派组织井冈山兵团，反對聶元梓派，在政治鬥爭中失利，被列為反革命，下放牛棚，遭受迫害。1973年開始翻譯印度史詩《羅摩衍那》，1977年完成全譯本。

## 生平

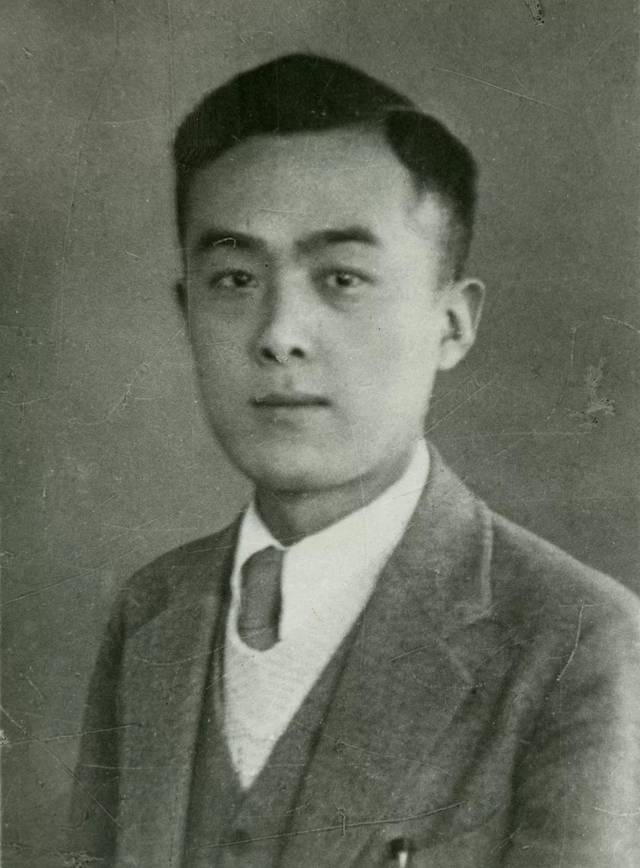
1936年的季羡林

1923年，季羡林考入济南正谊中学。1929年至1930年，在山东省立高级中学就读。1930年，考入清华大学西洋系，师从吴宓、叶公超，学东西诗比较、英文、梵文；选修陈寅恪的佛经翻译文学、朱光潜的文艺心理学、俞平伯的唐宋诗词、朱自清的陶渊明诗。1934年获得清华大学文学学士学位，任山东省立济南高级中学（原山东省立高级中学）语文教师。
1935年，季羡林被德国哥廷根大学录取，次年师从印度学家恩斯特·瓦尔德施米特学梵語、巴利語和佛学。1937年，其开始兼任哥廷根大学汉学系讲师，后于1941年获博士学位。师从艾密尔·西克学吐火罗语、《十王子传》、《大疏》、《梨俱吠陀》。
1946年，季羡林回国，任教于北京大学，兼任东方语言文学系主任，時為北大歷史上最年輕的正教授。1949年后，他积极参与各种社会活动（如组织、领导教授会），并担任北京大学工会主席。1954年，季羡林成为中国史学会理事，并于1956年加入中国共产党，成为中国科学院哲学社会科学部委员。
1957年反右運動期間，他曾參與批鬥右派分子。1964年，北大社會主義教育運動中，同部分教职员工和学生一起反对北大校长陆平。1965年秋，在京郊南口村任该村社教队副队长，分管整党工作。
1966年文革初期，季羡林属于逍遥派。1967年夏秋之交，加入周培源等为首的北大造反派组织井冈山兵团，反对聂元梓新北大公社，被推选为东语系勤务员。同年11月30日深夜被抄家，找到「反革命」证据，被打倒。受到造反派两派审讯，动念自杀，又被抓去批斗。
1968年春，季羡林在北大劳动改造。5月4日，在煤厂大批斗。次日与100多个黑帮分子被拉往十三陵附近的北大分校劳动改造。不久关入牛棚。1969年春节前，半解放，回家。同年在延庆新华营接受贫下中农的再教育。1970年春节回校，担任门房工作。
1973年至1977年，他翻译完成了《罗摩衍那》。1978年复出，续任北京大学东方语言文学系主任，并被任命为北京大学副校长、中国社会科学院·北京大学南亚研究所所长。1983年5月28日至30日，中国高等教育学会在北京召开成立大会，大会选举了第一届理事会成员，他出任常务理事。1985年任北京大学南亚东南亚研究所所长。
根據季羨林門生張曼菱披露：在1989年六四事件期間，季羨林曾兩度坐在三輪車上，高揚「一級教授季羨林」白幅，前往天安门探望学生，并与荣毅仁联手撫恤学生。事后，季羡林打车到海淀公安局自首，称“我是北大教授季羡林，我两到天安门。广场上的学生是受我指使。把我和他们关到一起吧，我已经七十多岁，也不想活了”，公安局不知如何是好，只得给北大校方打电话，而校方则将季羡林接回北大。
1999年，應聖嚴法師之邀，赴台訪問，並祭拜胡適墓園，撰寫《站在胡適之先生墓前》一文。
2003年起，因病入住301醫院。2004年，由中华民族文化促进会主办，2004（甲申）年9月在北京举行“2004文化高峰论坛”上，许嘉璐、季羡林、任继愈、杨振宁、王蒙五位发起人领衔、七十二名文化人士共同签署的《甲申文化宣言》于会后发布。该宣言强调全球化日益深化的情况下文化多样性共存的必要性以及文化交流的平等权利。
2008年1月，季羡林获印度公民荣誉奖之一的莲花装勋章。
2009年7月11日上午9时病逝于301医院，享年97岁。其子季承称季羡林因心脏病突发昏迷，而后抢救无效而去世。

## 学术领域
- 印度古代语言研究
- 佛教史研究
- 吐火罗语研究
- 中印文化交流史研究
- 中外文化交流史研究
- 翻译介绍印度文学作品及印度文学研究
- 比较文学研究
- 东方文化研究

## 作品

### 翻译
- 《安娜·西格斯短篇小说集》
- 《沙恭达罗》
- 《五卷书》
- 《优哩婆湿》
- 《罗摩衍那》

### 学术著作
- 《中印文化关系史论丛》
- 《印度简史》
- 《現代佛學大系》
- 《1857－1859年印度民族起义》
- 《敦煌学大辞典》
- 《大唐西域记校注》 中華書局 1985年 ISBN 7-101-00644-2
- 《吐火罗文弥勒会见记译释》
- 《吐火罗文A中的三十二相》
- 《敦煌吐魯番吐火羅語研究導論》
- 《文化交流的軌跡：中华蔗糖史》 經濟日報出版社 1997年 ISBN 7801272846
- 《大國方略：著名學者訪談錄》
- 《東方文學史》
- 《東方文化研究》
- 《禪與東方文化》
- 《東西文化議論集》季羡林等编
- 《世界文化史知識》季羡林 周一良 张芝联 主编

### 散文随笔
- 《清塘荷韵》
- 《赋得永久的悔》
- 《留德十年》
- 《万泉集》
- 《清华园日记》
- 《牛棚杂忆》
- 《朗润园随笔》 上海人民出版社 2000年 ISBN 7-208-03280-7
- 《季羡林散文選集》
- 《泰戈爾名作欣賞》
- 《人生絮語》
- 《天竺心影》
- 《季羡林談讀書治學》
- 《季羡林談師友》
- 《季羡林談人生》
- 《病塌雜記》 新世界出版社 2007年1月初版 ISBN 9-787-80228-217-9
- 《忆往述怀》 2008年5月第一版
- 《新紀元文存》 （香港）和平圖書有限公司出版 2003年8月第一版 ISBN 962-238-327-0
- 《談人生》
- 《成功》

## 學業時期

### 本科時期
季羨林在清華大學就讀期間，主修德文，但曾選修陳寅恪《佛經翻譯文學》課程，開啟他對於梵文的興趣。
1946年，季羨林從德國回中國，至上海拜會陳寅恪。經陳寅恪介紹，至北京大學拜會校長傅斯年，之後出任北京大學文學院東方語言文學系教授兼主任。這個東方語言文學系是第二次世界大戰后新成立的（抗日战争前的北大有一個東方文學系，只有日本語專業，周作人做主任，蘆溝橋事變以后停辦）。
創系師資是季羨林（梵語、巴利語，兼主任）、金克木（梵語、巴利語）、馬堅（阿拉伯語）、馬學良（彝語）、于道泉（滿文、蒙古語）、王森（藏語）。
最早的上級領導是文學院院長湯用彤、代理校長傅斯年（1946年到1947年）和校長胡適（1947年到1948年）。
1952年院系調整，設蒙古語、朝鮮語、日本語、泰語、印尼語、緬甸語、印地語、阿拉伯語9個專業。
1960年開設梵語、巴利語專業，招收第1批17本科生趙國華、蔣忠新、黃寶生、郭良鋆、馬鵬雲、韓霆杰、張保勝、張敏秋、梁化仁、許順慶、周玉華、趙炳双、馬青川、陳貞輝、莫澤香、黃恆斌、钟芳云，在季羨林和金克木指導下系統學習梵語、巴利語。
1984年梵語、巴利語專業第2次招生，有錢文忠、陸揚、周春 (梵語)、劉孟、梁立軍、張守川、肖威、王旬7位入讀，由蔣忠新和郭良鋆這2位季羨林和金克木的學生主持教學，1位被選送到奧地利維也納大學學習，4位被選送到德國漢堡大學學習。
季羨林做東語系主任超過30年（1946年到1966年20年，改革開放后又再任），任期內東語系本科各語種專業的在讀生和畢業生在義理上都是他的學生。

### 研究生時期
季羡林培養了5位碩士和5位博士，共指導了9位研究生（王邦維碩士生博士生階段都是季羡林培養，在季羡林指導下讀了3年碩士生5年博士生）。
最早招收的碩士生是1978年的任遠和段晴，1979年收了王邦维和葛維鈞，4人在1982年畢業，是季羡林培養的第1批碩士。
王邦維碩士生畢業后在季羡林指導下讀博士生，1987年成為季羡林培養的第1位博士。
1991年畢業的錢文忠是季羡林培養的第5位碩士（同時是季羡林指導的最后1位碩士生），同1年，季羡林培養出第2位博士辛島靜志（日本人，同時是季羡林僅有的1位不是中國籍的研究生）。
季羡林培養的第3位博士是1996年讀完的李南，1998年讀完的高鴻是第4位博士，2000年讀完的第5位博士劉波是季羡林指導的最后1位研究生和最后1位博士生。

## 荣誉

### 外国勋章奖章
- 莲花装勋章（印度，2008年1月公布[19]，2008年6月于北京颁发[20]）

## 評價
- 季羡林在中國大陸被许多人尊重，并被一些人奉為“国学大师”、“学界泰斗”、“国宝”。對此，季羡林在他的《病榻杂记》中力辭這三頂“桂冠”：“我对哪一部古典，哪一个作家都没有下过死工夫，因为我从来没想成为一个国学家。除了尚能背诵几百首诗词和几十篇古文外；除了尚能在最大的宏观上谈一些与国学有关的自谓是大而有当的问题比如天人合一外，自己的国学知识并没有增加。环顾左右，朋友中国学基础胜于自己者，大有人在。在这样的情况下，我竟独占‘国学大师’的尊号，岂不折煞老身！我连‘国学小师’都不够，遑论‘大师’！”“我一直担任行政工作，想要做出什么成绩，岂不戛戛乎难矣哉！我这个‘泰斗’从哪里讲起呢？”“三顶桂冠一摘，还了我一个自由自在身。身上的泡沫洗掉了，露出了真面目，皆大欢喜。”[1][21]
- 余英時認為季羨林只不過是因晚年親共，且被中共力捧的學術樣板。不論在專業上或在操守上，都不配被稱為國學大師。[22]
- 季羡林曾被授予2006年“感动中国”人物。頒獎詞中稱：“智者乐，仁者寿，长者随心所欲。一介布衣，言有物，行有格，贫贱不移，宠辱不惊。学问铸成大地的风景，他把心汇入传统，把心留在东方。……季羡林先生为人所敬仰，不仅因为他的学识，还因为他的品格。……他的书，不仅是个人一生的写照，也是近百年来中国知识分子历程的反映。”[23]
- 溫家寶曾于2003年、2005年、2006年、2007年、2008年五次看望季羡林[24]。他稱：“您最大的特点就是一生笔耕不辍，桃李不言，下自成蹊。您写的作品，如行云流水，叙事真实，传承精神，非常耐读。”“您写的几本书，不仅是个人一生的写照，也是近百年来中国知识分子历程的反映。……您在最困难的时候，包括在‘牛棚’挨整的时候，也没有丢掉自己的信仰。”“您一生坎坷，敢说真话，直抒己见，这是值得人们学习的。”[25]
- 李敖在接受南都週刊專訪時，曾經評論季羨林並不足以稱為國學大師：「他不是國學大師！他是個很弱很弱的教授，他就是語文能力還不錯。別人全死光了，他還沒死，所以他就變成國學大師了！這些桂冠，他三個都不及格的，根本輪不到他！……季羨林只是個老資格的人，根本輪不到他做大師。」[26]
- 针对李敖炮轰季羡林“三项桂冠”都不合格的说法，钱文忠回应道：“季羡林的学问，李敖看都看不懂，他评论季羡林，就好像一个不懂英文的人评论莎士比亚，毫无意义。”[27]

## 遗产之争
2001年7月6日，季羡林将所藏文物（包括各种书籍、手稿、照片和字画等等）捐给北京大学，并签署捐赠协议，但2008年又称“捐赠给北大120万元”而“保存在北大图书馆的文物只是保存并非捐赠”，并委托其子季承处理相关问题。2012年6月，季承上告法庭，要求北大“返还2009年1月13日被告清点保管季羡林文物、字画577件”。2016年8月，一审北京市第一中级人民法院认为捐赠协议已经生效，且属于公益捐赠，就算是季羡林本人也无权收回，季承败诉。季承不服判决，2017年3月6日再次将北大告上北京市高级人民法院。
但季承曾因与父亲不睦，1995年开始有長達13年父子不相见。2003年3月，季羡林给吴新英去信称：“季延宗（季承）此次来301医院完全另有用心……反正我决不见他。我见谁不见谁的权利总还有吧。”因此，后来他追索文物的行为被一部分外界人士质疑为是觊觎季羡林的财产。